# Mandirituba
Mandirituba là một đô thị thuộc bang Paraná, Brasil. Đô thị này có diện tích 379,179 km², dân số năm 2007 là 21498 người, mật độ 54,4 người/km².